# Wotje

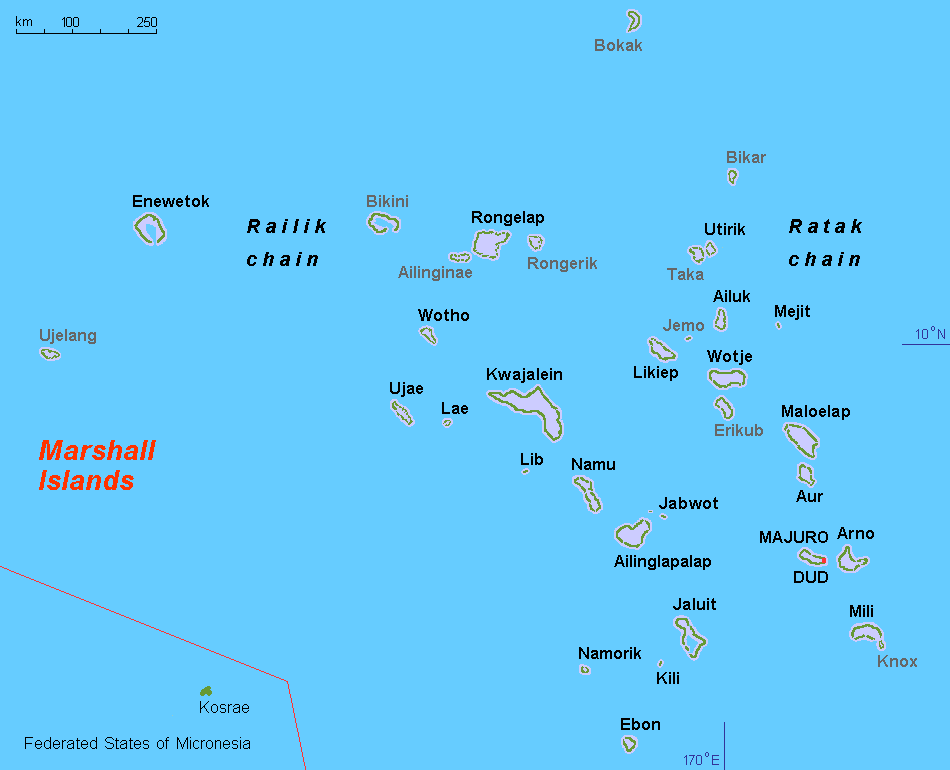
Marshallöarna, Wotje strax ovanför Majuro

Wotje (Marshallesiska Wõjjã) är en atoll bland Rataköarna i norra Stilla havet och tillhör Marshallöarna.

## Geografi
Wotje ligger ca 250 km nordväst om huvudön Majuro. 
Atollen är en korallatoll och har en total areal om ca 632, 5 km² med en landmassa på ca 8,18 km² och en lagun på ca 624,34 km² (1). Atollen består av ca 75 öar och den högsta höjden är på endast några m ö.h. De större öarna är:
- Wotje, huvudön, ca 800 invånare
- Wodmej, ca 200 invånare, ca 14 km nordväst huvudön
- Nibun, obebodd
- Kaben, obebodd

Befolkningen uppgår till ca 1.000 invånare, förvaltningsmässigt utgör atollen en egen municipality (kommun). Öns flygplats Wotje Airport (flygplatskod "WTE") har kapacitet för lokalt flyg.

## Historia
Rataköarna har troligen bebotts av mikronesier sedan cirka 1000 f.Kr. och några öar upptäcktes redan 1526 av spanske kaptenen Alonso de Salazar.
Wotje upptäcktes möjligen redan 1542 av  Ruy Lopez de Villalobos men med säkerhet den 29 juni 1788 av brittiske kaptenerna Thomas Gilbert och William Marshall (2). Den 6 januari 1817 landsteg upptäcktsresanden Otto von Kotzebue och utforskade området lite. Öarna hamnade senare under spansk överhöghet.
Neuguinea-Compagnie, ett tyskt handelsbolag köpte ögruppen från Spanien och etablerades sig på Rataköarna kring 1885 och öarna blev då ett eget förvaltningsområde tills de i oktober 1885 blev ett tyskt protektorat och då blev del i Tyska Nya Guinea.
Under första världskriget ockuperades området i oktober 1914 av Japan som även erhöll förvaltningsmandat, det Japanska Stillahavsmandatet, över området av Nationernas förbund vid Versaillesfreden 1919.
Under andra världskriget användes ögruppen som militärbas av Japan tills USA erövrade området 1944. Därefter hamnade ögruppen under amerikansk överhöghet. 1947 utsågs Marshallöarna tillsammans med hela Karolinerna till "Trust Territory of the Pacific Islands" av Förenta nationerna och förvaltades av USA.